# وسيط سندات
وسيط سندات في الاقتصاد (بالإنجليزية: Bond broker)‏ أو سمسار سندات هو وسيط متخصص في شراء وبيع السندات والأوراق المالية، يقدم خدماته لبيع السندات ويبحث عن مشتر، ويتقاضى لقاء عمله عمولة غالبا ما تكون نسبة مئوية من ثمن السندات أو الأوراق التجارية المالية التي يبيعها.

## اقرأ أيضًا
- سند ضمان
- تقدير السند
- سند شامل
- سند متسلسل
- درجة الملاءة
- أصول
- رأسمال
- عملة
- وديعة
- حجز مال المدين
- وسيط (تجارة)